# Cal Solà de la Vall
Cal Solà de la Vall és una masia del Bruc (Anoia) inclosa a l'Inventari del Patrimoni Arquitectònic de Catalunya.

## Descripció
Masia de grans dimensions amb el cos principal de planta quadrada que té una galeria formada per arcades als quatre costats, que al mateix temps envolta un cos central més alt. El cos principal està envoltat per altres dependències. Aquesta edificació, tot el conjunt, dona a una gran terrassa que és la coberta d'un gran cos de serveis (garatge, quadres ...) aprofitant el desnivell del terreny.